# 메디온
의무후송항공대대 "메디온"(MEDION)은 대한민국 육군의 항공의무후송대대로, 전군 최초의 영어 별명을 사용하는 부대이다. 경기도 포천시와 용인시, 강원특별자치도 춘천시 지역에서 항공 MEDEVAC 임무를 수행한다. 별칭인 메디온은 MEDIVAC과 수리온(Surion)의 합성어이다.

## 역사
1998년 12월 1일, UH-60 블랙호크 6대를 갖추고 중대로 창설되었다. 악천후와 야간에는 UH-60 헬기의 운용이 제한되었다.
2014년, 비행금지선을 넘어서 GP와 GOP가 있는 비무장 지대 안으로 갈 수 있는 조종사가 없는게 감사에서 드러났다.
2015년 5월 1일, 메디온을 창설했다. 수리온 헬리콥터의 도입이 결정되자, 새로운 별명을 항공작전사령부와 국군의무사령부에서 공모하였다. 대한민국 국방부는 2018년에 대대로 창설할 예정이었으나, 확보된 KAI 수리온(KUH-1) 6대를 도입하여 메디온을 창설하였다. KUH-1은 항공 의무 후송에 맞게 맞춰진 헬리콥터가 아니기 때문에, 2018년까지 응급의료장비만으로 임무를 수행한 뒤 장비를 교체할 예정이다.
1998년 의무후송중대를 창설했으나 응급 환자 후송 외에 일반 병력수송 등 다른 임무도 병행 수행해 왔다. 육군이 의무후송항공을 전담하는 부대를 운영하는 것은 지난 1948년 건군 이래 사실상 처음이다. 수리온 헬기는 UH-60 헬기와 달리 악천후, 야간의 전천후 운용이 가능하다. UH-60 헬기 6대에 장착했던 항공후송용 응급처치세트(EMS-Kit)을 떼어내 수리온 헬기 6대에 달았다. 메디온의 헬기 대수는 예전 그대로 6대이다. 이 응급처치세트는 가격이 약 4억원 수준으로 50억~100억원에 이르는 항공전용 의무 장비에 비하면 성능이 크게 미달하는 간이형 구호세트다.
미군 의무항공대는 위생병만 헬기에 탑승하지만, 메디온은 의사가 탑승한다.
2017년 11월 13일, 2017년 판문점 조선인민군 병사 귀순 총격 사건이 발생했다. 주한미군 의무항공대의 UH-60 헬기로 아주대 외상센터 이국종 교수한테 매우 신속하게 후송을 하여, AK-47 자동소총 5발을 맞은 귀순자 오청성이 목숨을 건졌다. 보통 한 발만 맞아도 죽는 강력한 소총이다. 당시 비행중이던 주한미군 의무항공대의 UH-60 헬기가 아니라 한국군이 헬기를 이륙시켰다면, 사망했을 것이라고 하여, 주한미군 의무항공대에 표창장을 주었다. 이국종 교수의 외상센터와 닥터헬기의 필요성이 매우 부각되었다. 외상센터와 닥터헬기는, 매우 고비용이 드는 시설과 장비로서, 경제성은 전혀 없다. 즉 중증 외상 환자가 자주 발생하지 않는다. 그리고 매우 고가의 치료제가 대량으로 투여된다. 그래서 후진국에는 외상센터도 닥터헬기도 없다. 한국도 없었다. 이 사건을 계기로 한국은 민과 관에서 외상센터와 닥터헬기 도입이 본격화되었다.
2020년 1월 21일, KAI 수리온 의무후송전용헬기(KUH-1M) 1호기를 인도받았다. 이 사업은 군에도 이국종 닥터헬기를 도입한다는 사업이다. 중증환자 2명의 응급처치가 가능하며 최대 6명의 환자를 후송할 수 있다. 메디온은 수리온에 응급의료장비(EMS Kit)를 장착해 운용해 왔는데, 이번 1호기는 전용 의료헬기로 제작된 것이다.
2020년 1월 31일, KAI 수리온 의무후송전용헬기(KUH-1M) 2호기를 인도받았다. 육군은 메디온의 기존 KAI 수리온 7대를 KAI 수리온 의무후송전용헬기(KUH-1M) 8대로 교체할 계획이다. 8대 가격은 2200억원이다.
육군은 2020년까지 의무후송전용 헬기(메디온) 8대를 양구, 포천, 용인 등의 3개 권역에 배치하고, 365일 24시간 운영되는 국군외상센터도 2020년까지 경기도 성남시 분당 국군수도병원 내에 건립하기로 했다. 3월 개원하는 국군외상센터의 초대 센터장으로 이국종 교수를 초빙했지만, 거절한 것으로 알려졌다. 이국종 교수의 제자 이호준 소령(37)이 국군외상센터 외상진료팀장으로 있다.

## 임무
의무후송항공대는 전방지역 응급환자들의 수송은 물론 장비, 물자 공수와 민간인에 대해서도 긴급한 의무후송을 지원하고 있다. 2015년 메디온 창설 이후, 수리온 의무후송헬기는 주 2회, 약 300여 건 이상 임무를 완벽히 수행하고 있다.

## 장비
- UH-60 블랙호크 6대, 1998년 12월 1일 ~ 2015년 5월 1일
- KAI 수리온 6-8대, 2015년 5월 1일 ~ 현재

## 참고
1. ↑  “육군 환자수송 전담 헬기부대 창설”. 동아일보. 1998년 11월 27일. 2016년 3월 4일에 원본 문서에서 보존된 문서. 2015년 12월 4일에 확인함.
2. ↑  김호준 (2014년 10월 15일). “"軍 의무헬기, GOP 응급상황에도 출동 못해"”. 연합뉴스. 2015년 12월 4일에 확인함.
3. ↑  김귀근 (2015년 5월 1일). “육군, 수리온 헬기 6대 보유한 의무후송항공대 창설”. 연합뉴스. 2015년 12월 4일에 확인함.
4. ↑  정승익 (2015년 5월 4일). “하늘의 엠뷸런스!”. 아미누리. 2015년 12월 4일에 확인함.
5. ↑  정승익 (2015년 9월 23일). “응급환자 후송 전담하는 육군 의무후송항공대 "메디온"”. 아미누리. 2015년 12월 4일에 확인함.